# Ceromya glaucescens
Ceromya glaucescens là một loài ruồi trong họ Tachinidae.